# خرف مبكر البدء

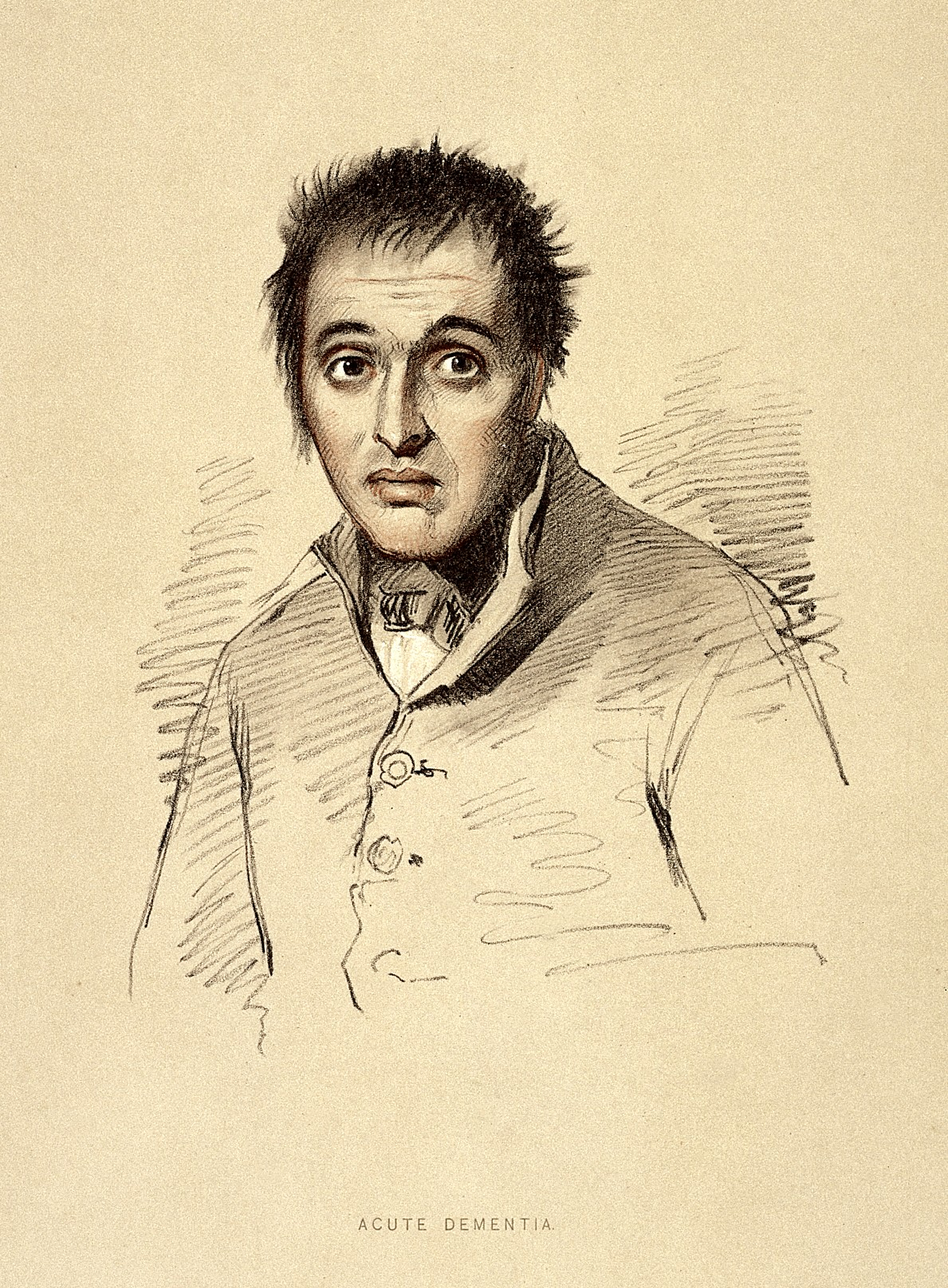
صورة حجرية لرجل شُخِّص بالخَرَف الحاد.

الخرف مبكر البدء (بالإنجليزية: Early onset of dementia)‏ ، أو ما يُعرف بخرف البَدء المبكر، يُشير إلى حدوث أعراض الخرف قبل بلوغ سن الخامسة والستين. يُعد الخرف المبكر مصطلحاً عاماً يصف مجموعة من الحالات التي تتسم بتدهور تدريجي في الوظائف الإدراكية، خاصة في مجالات الوظائف التنفيذية، والتعلم، واللغة، والذاكرة، أو السلوك.
يمكن أن يحدث هذا الاضطراب نتيجة لأسباب متنوعة تشمل عمليات انتكاسية، أو مناعية ذاتية، أو عدوى. ويُعد مرض آلزهايمر الشكل الأكثر شيوعاً للخرف المبكر، يليه الخرف الجبهي الصدغي، ثم الخرف الوعائي، حيث يمثل مرض الزهايمر نسبة تتراوح بين 40 إلى 50٪ من الحالات.
أما الأشكال الأقل شيوعاً من الخرف المبكر فتشمل: خرف أجسام ليوي (سواء كان الخرف المصحوب بأجسام ليوي أو خرف مرض باركنسون، وداء هنتنغتون، ومرض كروتزفيلد جاكوب، والتصلب المتعدد، والخرف الناتج عن تعاطي الكحول، إضافة إلى حالات أخرى.
كما يمكن أن تظهر الاضطرابات التنكسية العصبية في مرحلة الطفولة، مثل أمراض الميتوكوندريا، وأمراض تخزين الليزوزومات، وأمراض ابيضاض المادة الدماغية، في صورة خرف مبكر أيضاً.
يُعد الخرف المبكر مشكلة صحية عامة بالغة الأهمية، نظراً لزيادة عدد الأفراد المصابين به على مستوى العالم.

## تصنيف
لتوضيح أي التباس شائع يحدث بين مصطلحي الخرف ومرض الزهايمر في الاستخدام اليومي، فإن مصطلح الخرف يُشير إلى متلازمة تتسم بعنصرين رئيسيين هما فقدان الذاكرة وضعف القدرات الإدراكية، مما يؤثر على قدرة الفرد على التعامل مع أنشطة الحياة اليومية. بينما يُعد مرض الزهايمر السبب الأكثر شيوعاً للإصابة بالخرف.
هناك مجموعة متنوعة من المصطلحات تُستخدم لوصف الخرف المبكر. ومن بين هذه المصطلحات، يجري استخدام تعبير "الخرف ذو البَدء المُبكر" أو "الخرف المبكر" لتمييز الحالات التي تظهر لدى المرضى الذين تقل أعمارهم عن 65 عاماً، بينما يُستخدم تعبير "الخرف ذو البَدء الشبابي" للإشارة إلى الحالات التي تظهر لدى المرضى الذين تقل أعمارهم عن 45 عاماً.
وفيما يتعلق بتصنيف هذا النوع من الخرف، فيُمكن تقسيمه إلى نوعين رئيسيين: الخرف قبل الشيخوخة، والخرف الشيخوخي ذو البَدء المبكر. ويُطلق مصطلح الخرف قبل الشيخوخة غالباً على الخرف الناتج عن التنكس الفصي الجبهي الصدغي، ومتلازمة الشلل فوق النووي المترقي، والتنكس القشري القاعدي، حيث أن أغلب هذه الحالات تحدث لدى أشخاص تقل أعمارهم عن 65 عاماً (أي في مرحلة ما قبل الشيخوخة).
أما الخرف الشيخوخي فيتضمن الحالات الناتجة عن مرض الزهايمر، وأمراض الخرف الناتجة عن اضطرابات الأوعية الدموية الدماغية، حيث أن غالبية هذه الحالات - أي التي لا تُصنّف كبَدء مبكر - تظهر لدى أشخاص تجاوزوا سن الخامسة والستين (أي في مرحلة الشيخوخة).
ومع ذلك، من المهم التنويه إلى أن مرض الزهايمر أكثر شيوعاً بكثير مقارنة بالأسباب الأخرى المؤدية للخرف، لدرجة أنه يبقى السبب الأكثر انتشاراً للإصابة بالخرف سواء لدى المرضى الذين تجاوزت أعمارهم 65 عاماً أو ضمن الفئة العمرية التي تتراوح بين 50 و65 عاماً.

## علامات وأعراض
مقارنةً بالخرف الذي يبدأ في سن متأخرة، فإن الأشخاص المصابين بالخرف المبكر يكونون أكثر عرضة للإصابة بأنواع من الخرف بخلاف مرض الزهايمر، رغم أن مرض الزهايمر يظل السبب الأكثر شيوعاً في كلا الحالتين.
وبوجه عام، يتميز الخرف المبكر بسرعة أكبر في التدهور، ويكون مصحوباً بضرر عصبي أكثر انتشاراً مقارنة بالخرف الذي يبدأ في سن متأخرة. وغالباً ما تكون العلامات والأعراض الأولية هي التغيرات السلوكية، أو الاكتئاب، أو الذهان، قبل أن تتطور الحالة وتظهر عليها عيوب إدراكية يمكن قياسها أو ملاحظتها سريرياً.
ويُفترض أن هذا قد يكون ناتجاً عن انخفاض الاحتياطي الإدراكي لدى مرضى الخرف الذي يبدأ في سن متأخرة، مما يؤدي إلى ظهور مضاعفات أكثر وضوحاً بالنسبة لحجم التلف المرضي الموجود.
إضافة إلى ذلك، أظهرت الدراسات وجود اختلافات في المناطق الإدراكية التي من المرجح أن تتأثر عند مقارنة الخرف المبكر بالخرف المتأخر. فعلى صعيد الأعراض السلوكية، يكون الخرف المبكر أكثر ميلاً للتأثير على الانتباه، ولكنه أقل احتمالاً للتسبب في الارتباك، أو الأوهام، أو الهلاوس، أو التهيج، أو فقدان الكبح السلوكي.
أما فيما يخص الأعراض الحركية، فإن الخرف المبكر يكون أقل احتمالاً لأن يؤدي إلى تراجع الطلاقة اللفظية أو خلل في الوظائف التنفيذية الحركية مقارنة بالخرف المتأخر.

### مرض الزهايمر
يتميز مرض الزهايمر في العادة بحدوث تراجع في الذاكرة، كما قد يتضمن أيضاً أعراضاً نفسية وحركية. وتجدر الإشارة إلى أن هذه الأعراض النفسية والحركية قد تكون أكثر شيوعاً في الشكل المبكر من المرض.

### الخرف الوعائي
يتميز الخرف الوعائي بوجود عجز إدراكي ثابت تظهر أعراضه على فترات متباعدة وبشكل مستقر. ويرتبط هذا النوع من الخرف بارتفاع ضغط الدم، وارتفاع نسبة الدهون في الدم، ومرض السكري، وتدخين التبغ، بالإضافة إلى أمراض مثل:
- الاعتلال الشرياني الدماغي الوراثي السائد المصحوب بجلطات تحت القشرية وابيضاض المادة الدماغية (والمعروف اختصاراً بـ كاداسيل)، الذي يتصف بحدوث الصداع النصفي المصحوب بالأورة واضطرابات المزاج.

- اعتلال الأوعية الدموية الدماغية الأميلويدي، الذي يتميز بحدوث صداع مصحوب بخلل عصبي بؤري.[4]

### الخرف الجبهي الصدغي
يتميز هذا النوع عادة بظهور تغيرات سلوكية قد تكون مصحوبة بأعراض حركية.

### الاعتلالات المرتبطة ببروتين ألفا-سينوكلين (مثل خرف أجسام ليوي، والضمور الجهازي المتعدد)
يمكن أن تظهر هذه الأمراض بمجموعة متنوعة من الأعراض.
خرف أجسام ليوي يتميز غالباً بوجود هلاوس بصرية وظهور أعراض تشبه مرض باركنسون.
الضمور الجهازي المتعدد يتميز بوجود أعراض تشبه مرض باركنسون، واضطرابات نوم حركة العين السريعة، والترنح، واضطرابات في الجهاز العصبي اللاإرادي.

### الاضطرابات الميتوكوندرية
تشمل هذه الفئة أمراضاً مثل:
- التهاب الدماغ الميتوكوندري المصحوب بحماض لاكتيكي وسمات تشبه السكتة الدماغية
- الصرع العضلي الليفي المصحوب بألياف حمراء مهترئة،

إضافة إلى أشكال متأخرة الظهور من الاضطرابات التنكسية العصبية في الطفولة.
وتتميز هذه الحالات بضعف النمو، والوهن، واضطرابات في العيون والأذنين، إضافة إلى إصابة متعددة في أعضاء الجسم المختلفة، حيث تختلف الأعضاء المصابة من شخص لآخر تبعاً لدرجة تراكم الطفرات في الحمض النووي للميتوكوندريا.

### اضطرابات الجسيمات الحالة (الليزوزومية)
تشمل هذه الاضطرابات أمراض:
- تاي-ساكس
- غوشيه
- نيمان-بيك
- فابري

وهي من ضمن الاضطرابات التنكسية العصبية المتأخرة الظهور في مرحلة الطفولة.
وعادةً ما تظهر هذه الأمراض على شكل تأخر في النمو، وصمم، وعمى، ومشاكل في الكبد، والقلب، والرئتين، إلى جانب وجود خلل في الجهاز العصبي.

## أسباب
يمكن أن ينشأ الخرف المبكر عن عدة أسباب متنوعة، وتشمل العوامل الرئيسية المساهمة في حدوثه ما يلي:
- مرض الزهايمر
- الخرف الوعائي
- الخرف الجبهي الصدغي

كما يمكن أن ينشأ الخرف المبكر أيضًا نتيجة لاضطرابات تنكسية عصبية متأخرة الظهور في مرحلة الطفولة، مثل الاضطرابات الميتوكوندرية واضطرابات تخزين الجسيمات الحالة (الليزوزومات)، وتُعد هذه الاضطرابات من بين الأسباب الأكثر شيوعًا للخرف لدى المرضى الذين تقل أعمارهم عن 35 عامًا.
ويمكن أيضًا أن تحدث حالات الخرف المبكر نتيجة لأسباب قابلة للعكس، مثل الاضطرابات الالتهابية (كالإصابة بمرض التصلب المتعدد والساركويد العصبي)، والأمراض المعدية، والتعرض للسموم، بالإضافة إلى أسباب أخرى.

### عوامل الخطر
العوامل التقليدية التي تساهم في تطور الخرف المتأخر، مثل داء السكري، وارتفاع ضغط الدم، والسمنة، تم التعرف عليها أيضًا كعوامل خطر مرتبطة بزيادة احتمال الإصابة بالخرف المبكر.
كما تم مؤخرًا تحديد عدد من الأمراض المزمنة الأخرى التي تمثل عوامل خطر إضافية لتطور الخرف المبكر، ومن ضمنها الأمراض القلبية الوعائية، وأمراض الجهاز التنفسي، وأمراض الجهاز الهضمي.
ويُعد وجود حالة واحدة أو أكثر من هذه الأمراض المزمنة مؤشرًا أقوى على احتمالية تطور الخرف المبكر مقارنة بالخرف المتأخر.
علاوة على ذلك، فقد أظهرت الدراسات أن العلاقة بين انخفاض الوضع الاجتماعي والاقتصادي وتطور الخرف أكثر وضوحًا في حالات الخرف المبكر مقارنة بالخرف المتأخر.
وبالإضافة إلى ذلك، يعتمد احتمال تطور الخرف المبكر في كثير من الأحيان على العامل الوراثي، خاصة إذا كان السبب هو مرض الزهايمر المبكر، حيث يشكل التاريخ العائلي عاملاً خطيراً ومؤثراً.
ومن جهة أخرى، تُظهر الإحصاءات أن مرض الزهايمر أكثر شيوعًا في النساء مقارنة بالرجال، في حين أن الرجال يكونون أكثر عرضة للإصابة بالخرف الوعائي. كما أوضحت الدراسات أن احتمال إصابة الرجال بمرض الزهايمر أقل مقارنة بالنساء.

## تشخيص
على الرغم من أنه مقبول على نطاق واسع، فإن تعريف الخَرَف المبكر باعتبار حدوثه قبل سن 65 عامًا يظل فاصلًا صناعيًا يعتمد على سن التقاعد التقليدي في معظم الدول. ومع ذلك، فإن الهدف من وجود هذا الحد العمري المحدد يظهر في الفروق الكبيرة في الأسباب والتنبؤات الخاصة بالخَرَف حسب الفئة العمرية للمريض.
علاوة على ذلك، فإن تشخيص الخَرَف المبكر لا يزال يمثل تحديًا بسبب التنوع الكبير في الأعراض عند ظهوره وزيادة احتمالية عدم اعتبار الأسباب التنكسية العصبية في هذه الفئة من المرضى.
يُحتمل أن يكون للخَرَف المبكر مظاهر نفسية بارزة، وغالبًا ما يتم تشخيص التغيرات في الشخصية والسلوك على أنها اضطرابات مزاجية مثل الاكتئاب.
تشير الدراسات الحديثة إلى أن متوسط الوقت للتشخيص في حالة الخَرَف المبكر يبلغ 4.4 سنوات، مقارنة بـ 2.8 سنة للخَرَف المتأخر. تشمل المؤشرات لإجراء فحص الخَرَف المبكر في هذه الفئة من المرضى الأعراض العصبية التدريجية غير المفسرة، والتغيرات السلوكية الجديدة التي لا تتوافق مع الشخصية السابقة، خاصة في المرضى الذين ليس لديهم تاريخ نفسي كبير، أو التغيرات المعرفية في المرضى الذين لديهم تاريخ عائلي كبير من الخَرَف المبكر. يتضمن العمل التشخيصي للخَرَف المبكر مجموعة من التاريخ الطبي المفصل، والتصوير العصبي، واختبارات السلوك، والاختبارات الجينية.
يبدأ التقييم السريري للخَرَف المبكر بالحصول على تاريخ سريري دقيق يركز على الأعراض المعرفية (بما في ذلك وقت بدء الأعراض وتطورها)، والتغيرات السلوكية، والتاريخ النفسي، والتاريخ الطبي السابق (بما في ذلك الإصابات الرأسية)، والتاريخ الاجتماعي (بما في ذلك استخدام الكحول والمخدرات)، والتاريخ العائلي. إذا كان المريض غير قادر على تذكر متى بدأت أعراضه أو كيف تطورت، من الضروري الحصول على تاريخ من الأصدقاء والعائلة لملء الفجوات. من المهم أيضًا إجراء فحص عصبي وتقييم معرفي باستخدام أدوات مثل اختبار الحالة العقلية المصغر أو التقييم المعرفي لمونتريال.
يمكن أن تكون الفحوصات المخبرية أيضًا مفيدة في تحديد التشخيص. هناك مجموعة متنوعة من الفحوصات التي يمكن استخدامها. يمكن أن تكون اختبارات الدم للكشف عن التشوهات السامة/الأيضية، والأمراض المعدية مثل فيروس نقص المناعة البشرية، والأمراض المناعية الذاتية حاسمة في تضييق نطاق الأسباب المحتملة للتشخيص. يمكن أن تكون دراسات التصوير مثل الرنين المغناطيسي والأشعة المقطعية مفيدة لدراسة أنماط الضمور والتغيرات في الإشارات، مما يساعد في تضييق نطاق التشخيص. يمكن أن تساعد دراسات السائل الدماغي الشوكي في استبعاد أو تأكيد الأسباب المعدية أو الالتهابية. 
يمكن أن تكون دراسات الفسيولوجيا العصبية مفيدة إذا كانت هناك نوبات مصاحبة أو اعتلالات عضلية أو عصبية. كما يمكن أن تساعد الخزعات النسيجية في العديد من التشخيصات التفاضلية. يمكن أن تساعد الاختبارات الجينية في تأكيد التشخيص وتحديد القابلية، ولكنها قد تكون باهظة الثمن. عند إجراء هذه الفحوصات، يكون من المفيد بدء الاختبارات الأقل تدخلاً والتقدم نحو الدراسات الأكثر تدخلاً للمساعدة في تجنب الأذى أو الإجراءات غير الضرورية للمريض.

## إدارة
يُعد علاج الأسباب القابلة للعكس وتحسين حياة المرضى ومقدمي الرعاية لهم من الأهداف الأساسية في إدارة حالات الخَرَف. يجب أولاً تقييم سلامة المريض، حيث إن الأشخاص المصابين بالخَرَف المبكر قد تتأثر لديهم القدرة على اتخاذ القرارات السليمة. وقد يشمل ذلك اتخاذ تدابير مثل إدخال تعديلات على البيئة المحيطة بالمريض، وتقييم قدرته على قيادة السيارة.
إذا كان السبب الكامن وراء الخَرَف قابلاً للعلاج، يتم تنفيذ العلاج المناسب حسب الحالة. في حالات الأمراض الالتهابية، يتم العلاج باستخدام الأدوية المثبطة للمناعة، أما الأمراض المعدية فتعالج باستخدام مضادات الفيروسات أو المضادات الحيوية. وفي حالات الخرف الناتج عن التعرض للمواد السامة، يركز العلاج على إزالة مصدر التعرض وإعطاء الترياق المناسب. يتم التعامل مع اختلال التوازن الأيضي واضطرابات الغدد الصماء عن طريق تصحيح اضطرابات الكهارل (الأملاح) وضبط مستويات الهرمونات، بينما تعالج حالات نقص التغذية من خلال تعويض العناصر الغذائية الأساسية عبر المكملات الغذائية الموجهة. ومع ذلك، تظل هذه الأسباب غير شائعة، وفرص استرجاع الوظائف الإدراكية ضئيلة جدًا.
حتى يومنا هذا، لا يوجد علاج قادر على إيقاف تطور الخَرَف، لذا فإن الهدف الأساسي من العلاج هو تخفيف الأعراض باستخدام التدخلات الدوائية وغير الدوائية.
يشمل العلاج الدوائي مثبطات إنزيم كولينستيراز ومضادات مستقبلات إن-ميثيل-دي-أسبارتات. تُستخدم هذه الأدوية بشكل رئيسي في حالات الخَرَف الناتج عن مرض الزهايمر، وهي تساعد فقط في السيطرة على الأعراض ولا توقف تطور المرض. يوصف مثبطات إنزيم كولينستيراز مثل "دونيبيزيل" و"ريفاستيجمين" و"جالانتامين" لعلاج حالات الخَرَف الخفيف إلى المتوسط، بينما تُستخدم مضادات مستقبلات إن-ميثيل-دي-أسبارتات مثل "ميمانتين" في حالات الخَرَف المتوسط إلى الشديد.
من الضروري إدراك الأهمية البالغة للتدخلات غير الدوائية عند التعامل مع حالات الخَرَف المبكر، حيث أن الأشخاص الذين يواجهون هذا المرض يكونون أكثر عرضة للتهميش والوصم وإلقاء اللوم، مما يُلحق أضرارًا نفسية كبيرة بالمريض ويُعطل عملية العلاج. تتنوع هذه التدخلات بدءًا من توفير خدمات الرعاية المنزلية في المراحل المتقدمة من المرض، وصولاً إلى الانضمام لمجموعات الدعم النفسي، مع الاعتراف بالعبء الكبير الذي يتحمله مقدمو الرعاية في التعامل مع هذه الحالات.
يُنصح بتوفير دعم متعدد التخصصات خاصة للمرضى الأصغر سنًا، ويتضمن ذلك الإرشاد السلوكي، والخدمات الاجتماعية، وتعديل بيئة المنزل لتتناسب مع احتياجات المريض. كما تؤكد منظمة الصحة العالمية على أهمية خدمات التأهيل (بما يشمل الدعم الإدراكي، والنفسي، والبدني، والاجتماعي) لتحسين جودة حياة المصابين بالخَرَف. ومع ذلك، فإن الخدمات المخصصة خصيصًا للأشخاص المصابين بالخَرَف المبكر لا تزال نادرة.
لقد اُستكشِف دمج خدمات تتناسب مع الفئة العمرية ضمن رعاية الخَرَف القائمة بالفعل، بالإضافة إلى استخدام خدمات الرعاية الصحية عن بُعد، كخيارات تهدف لتقليل الإعاقة الإدراكية وتحسين جودة الحياة لدى مرضى الخَرَف المبكر.

## مسار المرض

### مآل
يُعد تقدير معدلات البقاء على قيد الحياة في حالات الخَرَف المبكر أمرًا بالغ الأهمية من حيث التنبؤ بمسار المرض، ووضع خطة العلاج، وتحديد أسلوب المتابعة. بشكل عام، يرتبط التشخيص الأفضل بظهور المرض في سن أصغر. يبلغ متوسط مدة البقاء على قيد الحياة بعد التشخيص ما يقارب من 6 إلى 10 سنوات لدى الرجال والنساء، مع اختلاف هذه المدة بناءً على نوع الخَرَف المحدد. وتُعتبر أمراض الجهاز التنفسي، مثل الالتهاب الرئوي، السبب الأكثر شيوعًا للوفاة المباشرة لدى المرضى المصابين بالخَرَف المبكر، كما تسهم الأحداث القلبية الوعائية وأمراض الأوعية الدموية الدماغية في زيادة معدل الوفيات ضمن هذه الفئة.

## انتشار المرض
يُعتبر الخَرَف المبكر أقل شيوعًا مقارنة بالخَرَف المتأخر، حيث يُمثل الخَرَف المبكر ما يقارب 10% من إجمالي حالات الخَرَف على مستوى العالم. وتُشير الدراسات الحديثة إلى أن معدل انتشار الخَرَف المبكر يُقدَّر بحوالي 3.55 مليون شخص تتراوح أعمارهم بين 30 و64 عامًا حول العالم، ومن المتوقع أن يتضاعف هذا الرقم ثلاث مرات بحلول عام 2050. كما يبلغ معدل الحدوث حوالي 119 حالة لكل 100,000 فرد.
إضافة إلى ذلك، هناك تساوٍ تقريبي في معدل انتشار الخَرَف المبكر بين الذكور والإناث بنسبة تقارب 1:1، دون وجود فروق ملحوظة بين المجموعات العرقية فيما يخص نمط التوزيع حسب النوع الاجتماعي.
ومثل الخَرَف المتأخر، يزداد معدل انتشار الخَرَف المبكر بشكل أُسِّي مع التقدم في العمر، حيث يتضاعف المعدل تقريبًا كل خمس سنوات. ويُلاحظ أن هذا الارتفاع المستمر في معدل الانتشار مع التقدم في العمر في حالات الخَرَف المبكر الناتج عن مرض الزهايمر والخَرَف الجبهي الصدغي تقوده بشكل غير متناسب الأنماط الأكثر شيوعًا من كل سبب، وهما النمط النسياني لمرض الزهايمر والنمط السلوكي للخَرَف الجبهي الصدغي.

## بحث
تُركِز الأبحاث الحديثة على دراسة الفروقات بين الفئات العمرية المختلفة المصابة بالخَرَف، وكيف يختلف المرض من فئة عمرية إلى أخرى. وقد أظهرت الدراسات وجود تنوع أكبر في الأعراض والأنماط بين المرضى الأصغر سنًا مقارنة بالمرضى كبار السن المصابين بالخَرَف. كما عُثر على دلائل تشير إلى وجود أسباب مرتبطة بمرض الزهايمر في أدمغة الأشخاص صغار السن، مما يؤدي إلى ظهور أنماط ظاهرية مختلفة عن تلك التي تُلاحظ لدى المرضى الأكبر سنًا. ويُفسر ذلك سبب تمتع المرضى الأصغر سنًا المصابين بمرض الزهايمر بدرجة وعي أعلى بحالتهم مقارنة بالأفراد الأكبر سنًا.

## قراءة إضافية
- Collins JD، Henley SM، Suárez-González A (سبتمبر 2023). "A systematic review of the prevalence of depression, anxiety, and apathy in frontotemporal dementia, atypical and young-onset Alzheimer's disease, and inherited dementia". International Psychogeriatrics (Review). ج. 35 ع. 9: 457–476. DOI:10.1017/S1041610220001118. PMID:32684177. S2CID:220653830. مؤرشف من الأصل في 2024-12-04.
- Ducharme S، Dols A، Laforce R، Devenney E، Kumfor F، van den Stock J، Dallaire-Théroux C، Seelaar H، Gossink F، Vijverberg E، Huey E، Vandenbulcke M، Masellis M، Trieu C، Onyike C، Caramelli P، de Souza LC، Santillo A، Waldö ML، Landin-Romero R، Piguet O، Kelso W، Eratne D، Velakoulis D، Ikeda M، Perry D، Pressman P، Boeve B، Vandenberghe R، Mendez M، Azuar C، Levy R، Le Ber I، Baez S، Lerner A، Ellajosyula R، Pasquier F، Galimberti D، Scarpini E، van Swieten J، Hornberger M، Rosen H، Hodges J، Diehl-Schmid J، Pijnenburg Y (يونيو 2020). "Recommendations to distinguish behavioural variant frontotemporal dementia from psychiatric disorders". Brain (Review). ج. 143 ع. 6: 1632–1650. DOI:10.1093/brain/awaa018. PMC:7849953. PMID:32129844.
- Nwadiugwu M (سبتمبر 2021). "Early-onset dementia: key issues using a relationship-centred care approach". Postgraduate Medical Journal (Review). ج. 97 ع. 1151: 598–604. DOI:10.1136/postgradmedj-2020-138517. PMC:8408578. PMID:32883770.
- Roman de Mettelinge T، Calders P، Cambier D (2021). "The Effects of Aerobic Exercise in Patients with Early-Onset Dementia: A Scoping Review". Dementia and Geriatric Cognitive Disorders (Review). ج. 50 ع. 1: 9–16. DOI:10.1159/000516231. PMID:33957623. S2CID:233983643.